# Gasconade megye
Gasconade megye az Amerikai Egyesült Államokban, azon belül Missouri államban található. Megyeszékhelye Hermann, legnagyobb városa Owensville. Lakosainak száma 14 794 fő (2020. április 1.). Gasconade megye Montgomery, Warren, Franklin, Crawford, Phelps, Maries és Osage megyékkel határos.

## Népesség
A megye népességének változása:
| Lakosok száma | 15 221 | 15 103 | 14 988 | 14 901 | 14 858 | 14 794 |
|               | 2010   | 2011   | 2012   | 2013   | 2015   | 2020   |